# Olibrio
Flavio Anicio Olibrio (en latín, Flavius Anicius Olybrius) fue un breve emperador romano de Occidente con la denominación de Dominus Noster Flavio Anicio Olibrio Augusto desde el 11 de julio hasta el 2 de noviembre del 472.

## Biografía

### Orígenes
Originario de Roma, era miembro de la gens Anicia. Era hijo de Flavio Anicio Hermogeniano Olibrio, cónsul en 395, y de su esposa y pariente Anicia Juliana. Estaba emparentado con Petronio Máximo.

### Ascenso
Como pertenecía a una de las más importantes familias del Senado romano, el augusto Valentiniano III arregló en 454 su compromiso con Placidia, la menor de las hijas que tuvo con Licinia Eudoxia. Esta alianza matrimonial permitió al emperador deshacerse de Aecio, que fue asesinado.
Después del saqueo de la ciudad por el rey vándalo Genserico en 455, Olibrio huyó a Constantinopla, donde en el año 464 fue nombrado cónsul y aproximadamente en la misma época se casó con Placidia. Esto permitió a Genserico, cuyo hijo Hunerico se había casado con la princesa Eudocia, la hermana mayor de Placidia, la oportunidad de reclamar el Imperio de Occidente para Olibrio. De hecho, Genserico había intentado en 461 y de nuevo en 465, que Olibrio fuera nombrado emperador.

### Emperador
En 472, el augusto León I lo envió a Italia como mediador entre el augusto Antemio y su yerno Ricimero, pero, habiendo entrado en negociaciones con este último, fue nombrado emperador en contra de su voluntad, y, al ser asesinado su rival, ascendió al trono sin oposición. Debido a su matrimonio con Placidia, Olibrio puede ser considerado el último miembro de la dinastía teodosiana. Su reinado fue por lo demás breve y sin acontecimientos reseñables.

### Muerte
Olibrio murió repentinamente, de causas naturales, a finales de 472. Fue pariente de Anicio Manlio Torcuato Severino Boecio. A Olibrio le sobrevivieron su esposa y su hija, Anicia Juliana, nacida en 462. Aparece, de una manera totalmente no histórica, en La leyenda dorada medieval como el perseguidor de la virgen santa Margarita, después de que ella rechazara casarse con él.